# Park Lane

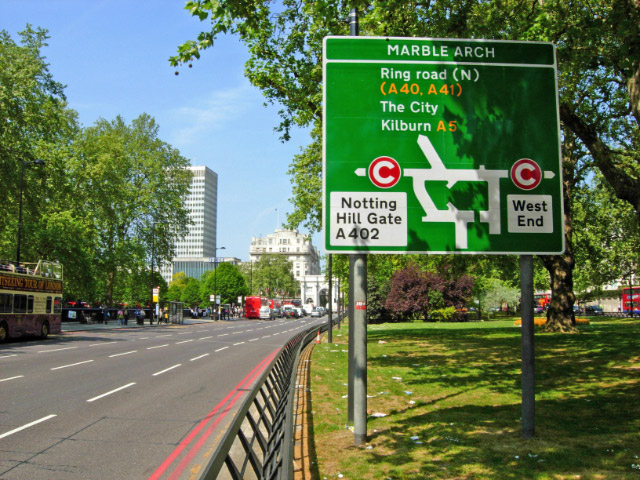
Senyal al carrer Park Lane

Park Lane és una via principal (designada A4202) de la Ciutat de Westminster, al centre de Londres. Originalment va ser una via rural que es va reconvertir en una adreça de moda per a les residències a partir del segle xviii, amb multitud de grans mansions com Grosvenor House, del Duc de Westminster, i Dorchester House, pertanyent a la família Holford.
Després de la Segona Guerra Mundial, la via va ser ampliada a tres carrils per sentit amb mitjana, convertint-la en una autopista urbana. Això va requerir la demolició de diverses cases al Hyde Park Corner. És una de les vies amb més alta ocupació de Londres, igual que una de les més sorolloses, quedant molt poc de l'atmosfera rural que una vegada la va fer popular.
A pesar de la bullícia, el carrer és un dels més importants del mercat immobiliari i en ell es troben diversos hotels de cinc estrelles, com el Dorchester i el Grosvenor House, així com diversos concessionaris de cotxes esportius.
Park Lane, amb una longitud aproximada de 1.400 metres, discorre cap al nord des de Hyde Park Corner a Marble Arch, al llarg de tot el costat est de Hyde Park. L'accés al parc es realitza a través d'un pas subterrani. Cap a l'est del carrer està Mayfair. La carretera forma part de l'anell de circumval·lació interior de Londres i era part del límit de la zona del peatge del centre de Londres, però quan la zona de peatge va ser ampliada cap a l'oest el 2007, se li va designar com una de les "rutes lliures de passada", el que permet als vehicles creuar la zona en les hores de peatge sense pagar el càrrec.